# 白川道
白川 道（しらかわ とおる、1945年10月19日 - 2015年4月16日）は、日本のハードボイルド作家。本名、西川 徹（にしかわ とおる）。

## 人物
北平で出生、戦後に引き揚げた神奈川県平塚市で育つ。平塚市立崇善小学校、平塚市立江陽中学校、神奈川県立平塚江南高等学校、一橋大学社会学部卒業。
高校時代から本をよく読み、特に太宰治が好きだった。大学卒業後、入社した大手電機メーカーを3か月で退社したのち、大手広告代理店に入社したものの、26歳で退社した。先物取引会社勤務を経て、旅行会社や書店を起業したが、いずれも失敗した。
その後、松山市にあった妻の父の会社で役員を務めたが、2年半で離婚した。子供を松山に残して東京に戻り、日本橋兜町の投資顧問会社に入社、のちに自ら株式投資顧問会社を起業した。何十億という金を動かし、女子大生と同棲しながら、1年間に1億円を使いきるような生活を送る。
1991年、一般の投資家から現金を詐取したとして逮捕、実刑判決を受けた。1994年、49歳の時に『流星たちの宴』で作家デビューする。2001年には、『天国への階段』が第14回山本周五郎賞候補作となり、同名の連続ドラマも作られ、ハードボイルドの新旗手として注目される。
前『新潮45』編集長、現・新潮社出版部執行役員の中瀬ゆかりとは事実婚関係にあった。中瀬は19歳年下で、白川が51歳のときに六本木のバーで偶然出会った。互いを「トウチャン、ペコマル」と呼び合い、「魂の双子」と名乗るほど深く結びついていたという。二人揃って麻雀仲間である西原理恵子の漫画のネタにされることが多かった。
『流星たちの宴』と横森理香『ぼぎちん』は、白川と横森が付き合っていた当時を題材としている作品である。
中村うさぎの『週刊文春』のコラムでは、かなりの競輪マニアといわれており「『天国への〜』のヒットで8000万円近い印税が転がり込むが、1ヶ月で競輪で溶かし、翌日に前借をはじめたと聞いたとき地獄を見た。」とすでに同棲中であった中瀬が明かしている。
夕刊フジでは毎週土曜日発行版に「俺ひとり」というコラムを連載していた。また同紙木曜発行の中瀬のコラム「ナナメ45度・オンナの坂道」でも白川を「トウチャン」として登場させている。毎日新聞では2013年4月から『人生相談』（旧・『天の耳』）のコーナーを担当していた。
2015年4月16日の朝、自宅で意識を失っているところを中瀬に発見され、病院に搬送されたが、大動脈瘤破裂のため死去。69歳没。

## 著書
- 『流星たちの宴』（新潮社 1994年、のち文庫）
- 『海は涸いていた』（新潮社 1996年、のち文庫）
- 『カットグラス』（文藝春秋 1998年、のち文庫 　星が降る」新潮文庫）
- 『病葉流れて』（幻冬舎 1998年、のち文庫）
- 『天国への階段』（幻冬舎 2001年、のち文庫）
- 『捲り眩られ降り振られ』（文藝春秋、2004年 のち幻冬舎文庫）
- 『朽ちた花びら 病葉流れて2』（小学館、2004年 のち幻冬舎文庫）
- 『崩れる日なにおもう 病葉流れて3』（小学館、2004年 のち幻冬舎文庫）
- 『終着駅』（新潮社、2004年 のち文庫）
- 『十二月のひまわり』（講談社、2004年）
- 『単騎、千里を走る。』（幻冬舎、2005年　脚本・鄒静之（中国語版）〈映画を元に小説化[13]〉）
- 『大人のための嘘のたしなみ』（幻冬舎新書、2006年）
- 『最も遠い銀河』（幻冬舎、2009年 のち文庫）
- 『竜の道 飛翔篇』（講談社、2009年 のち幻冬舎文庫）
- 『俺ひとり ひと足早い遺書』（幻冬舎、2009年 のち文庫）
- 『祈る時はいつもひとり』（幻冬舎、2010年 のち文庫）
- 『冬の童話』（ポプラ社、2010年 のち文庫）
- 『道徳不要 俺ひとり』（幻冬舎文庫、2011年）
- 『身を捨ててこそ 新・病葉流れて』（幻冬舎、2012年 のち文庫）
- 『浮かぶ瀬もあれ 新・病葉流れて』（幻冬舎、2013年 のち文庫）
- 『漂えど沈まず 新・病葉流れて』（幻冬舎、2013年）
- 『そして奔流へ 新・病葉流れて』（幻冬舎、2014年）
- 『世界で最初の音』（KADOKAWA、2014年）
- 『神様が降りてくる』（新潮社、2015年）
- 『竜の道 昇龍篇』（幻冬舎、2015年 のち文庫）

## 漫画化
- 『病葉流れて－泡沫の闘牌－』橋本孤蔵・画（竹書房、2012年）

## メディア・ミックス
- 絆 -きずな-（1998年、東宝配給、主演：役所広司）※原作『海は涸いていた』
- 天国への階段（2002年4月8日 - 6月24日、日本テレビ系、主演：佐藤浩市）
- 最も遠い銀河（2013年2月2日・3日、テレビ朝日系、三浦友和）
- 竜の道 二つの顔の復讐者（2020年7月28日 - 9月15日、フジテレビ系、主演：玉木宏）